# 2020年古典音樂
本頁面是2020年間古典音樂事件（含相關話題）的紀錄頁。

## 事件

### 1月
- 1日：安德里斯·尼爾森斯在例行的維也納新年音樂會演出中演奏小號，使他成為史上第一位並非演奏小提琴的維也納新年音樂會指揮者[1]。（曲目：倫拜《波蒂隆加洛普》，作品16之2）
- 15日：祖賓‧梅塔指揮了馬里斯‧楊頌斯的紀念音樂會，演出位於慕尼黑的蓋斯泰格（Gasteig）音樂廳，曲目為馬勒第2號交響曲《復活》[2]。
- 23日：薩爾斯堡莫扎特管弦樂團（德语：Mozarteumorchester Salzburg）任命席格瓦．畢朵夫（Siegwald Bütow）為執行總監，派令於夏季生效[3]。
- 30日：波士頓交響樂團取消了原訂的亞洲巡演行程，是首支因應新冠肺炎做出重大決策變動的美國樂團[4]。

### 2月
- 1日：里耳國立管弦樂團（法语：Orchestre national de Lille）在英國利兹市政厅演出，他們成為英國脫離欧盟之前最後一支在當地演出的歐陸樂團[5]。

## 逝世人物

### 1月
- 16日：法國號演奏家，倫敦交響樂團前任法國號首席貝瑞·塔克威爾（英语：Barry Tuckwell），享年86[6]。

### 2月
- 1日：美國鋼琴演奏家彼得·塞爾金（英语：Peter Serkin），享年72[7]。
- 14日：尼德蘭鋼琴演奏家、指揮、作曲家雷恩伯特·狄·利物（荷兰语：Reinbert de Leeuw），享年81[8]。

### 3月
- 11日：芬蘭裔美國作曲家查尔斯·武奥里宁，享年81[9]。
- 14日：美國長笛演奏家Doriot Anthony Dwyer[譯名請求]，波士顿交响乐团首位女性長笛首席，享年98。
- 21日：德國小提琴演奏家、柏林愛樂前任首席赫爾穆特·斯特恩，享年91[10]。
- 29日：波蘭作曲家、指揮克里斯多福·潘德列茨基，享年86[11]。
- 31日：波蘭作曲家、指揮Peskó Zoltán[譯名請求]，享年83[12]。

### 4月
- 16日：
  - 加拿大鍵盤演奏家、音樂學家、教育者肯尼斯·吉爾伯特（英语：Kenneth Gilbert），享年88[13]。
  - 捷克小提琴演奏家揚·塔利許（Jan Talich），塔利許四重奏（捷克語：Talichovo kvarteto）創始成員，享年74[14]。
- 29日：英國大提琴演奏家馬汀·洛夫特（英语：Martin Lovett），享年93[15]。COVID-19確診者。他是阿瑪迪斯四重奏（英语：Amadeus Quartet）最後一位離世的成員。

### 6月
- 4日：義大利鋼琴演奏家、指揮家、作曲家、教育者馬切洛·阿巴多（義大利語：Marcello Abbado），指揮家克劳迪奥·阿巴多之姪，享年93[16]。

### 7月
- 1日：波蘭裔英國小提琴演奏家艾達·亨德爾，享年96[17]。

### 8月
- 2日：美國鋼琴演奏家里昂·弗萊雪（英语：Leon Fleisher），享年92[18]。

### 12月
- 24日：以色列裔小提琴演奏家伊夫里·吉特利斯，享年98[19]。
- 28日：中國鋼琴演奏家傅聰，享年86[20]。COVID-19確診者。

## 其他
- 2020年是德國作曲家貝多芬誕辰250週年，有關單位以結合貝多芬姓氏縮寫及年份的「BTHVN2020」主題進行宣傳行銷[21]，各主要錄音廠商、品牌亦針對這一事件推出特製的系列作品。鑒於貝多芬在歷史上的評價及地位，他的誕辰紀念是2020年國際樂壇最受矚目的事件之一。

## 新聞來源
1. ↑  Ljubisa Tosic. . Der Standard. 2020-01-01  [2020-03-14]. （原始内容存档于2020-10-09）.
2. ↑  ,   [2020-04-11] （中文（简体））
3. ↑  . Tiroler Tageszeitung. 2020-01-23  [2020-02-01]. （原始内容存档于2020-09-13）.
4. ↑   (PDF) (新闻稿). Boston Symphony Orchestra. 30 January 2020  [2020-03-14]. （原始内容存档 (PDF)于2020-05-03）.
5. ↑  Cécile Bidault. . France Musique. 2020-01-31  [2020-02-01]. （原始内容存档于2020-09-13）.
6. ↑  Justine Nguyen. . Limelight Magazine. 2020-01-17  [2020-01-18]. （原始内容存档于2020-10-23）.
7. ↑  Anthony Tommasini. . New York Times. 2020-02-01  [2020-02-02]. （原始内容存档于2020-02-01）.
8. ↑  . Gramophone. 2020-02-17  [2020-02-22]. （原始内容存档于2020-08-24）.
9. ↑  .   [2020-03-13]. （原始内容存档于2020-03-23）.
10. ↑   (新闻稿). Berlin Philharmonic Orchestra. 22 March 2020  [2020-03-28]. （原始内容存档于2020-10-26）.
11. ↑  Lewis, Daniel. . The New York Times (New York City). 29 March 2020  [29 March 2020]. （原始内容存档于2020-12-26）.
12. ↑  . Blikk. 2020-04-01  [2020-05-10]. （原始内容存档于2020-09-30）.
13. ↑  Charlotte Landru-Chandès. . France Musique. 2020-04-17  [2020-04-18]. （原始内容存档于2020-09-13）.
14. ↑  . Aktuálnĕ. 2020-04-21  [2020-05-10]. （原始内容存档于2021-01-17）.
15. ↑  . Gramophone. 2020-04-29  [2020-05-03]. （原始内容存档于2021-01-25）.
16. ↑  . Classical Music Daily.   [2020-06-07]. （原始内容存档于2021-02-26）.
17. ↑  Robert White. . The Guardian. 2020-07-01  [2020-07-12]. （原始内容存档于2021-01-11）.
18. ↑  Anne Midgette. . The Washington Post. 2020-08-02  [2020-08-05]. （原始内容存档于2020-08-03）.
19. ↑  Clément Buzalka and Guillaume Decalf. . France Musique. 2020-12-24  [2020-12-27]. （原始内容存档于2021-01-25）.
20. ↑  Charlotte Landru-Chandès. . France Musique. 2020-12-29  [2020-12-30]. （原始内容存档于2021-01-16）.
21. ↑  . beethoven.de.   [2024-05-19]. （原始内容存档于2024-05-19） （英语）.